# Joseph Hunold

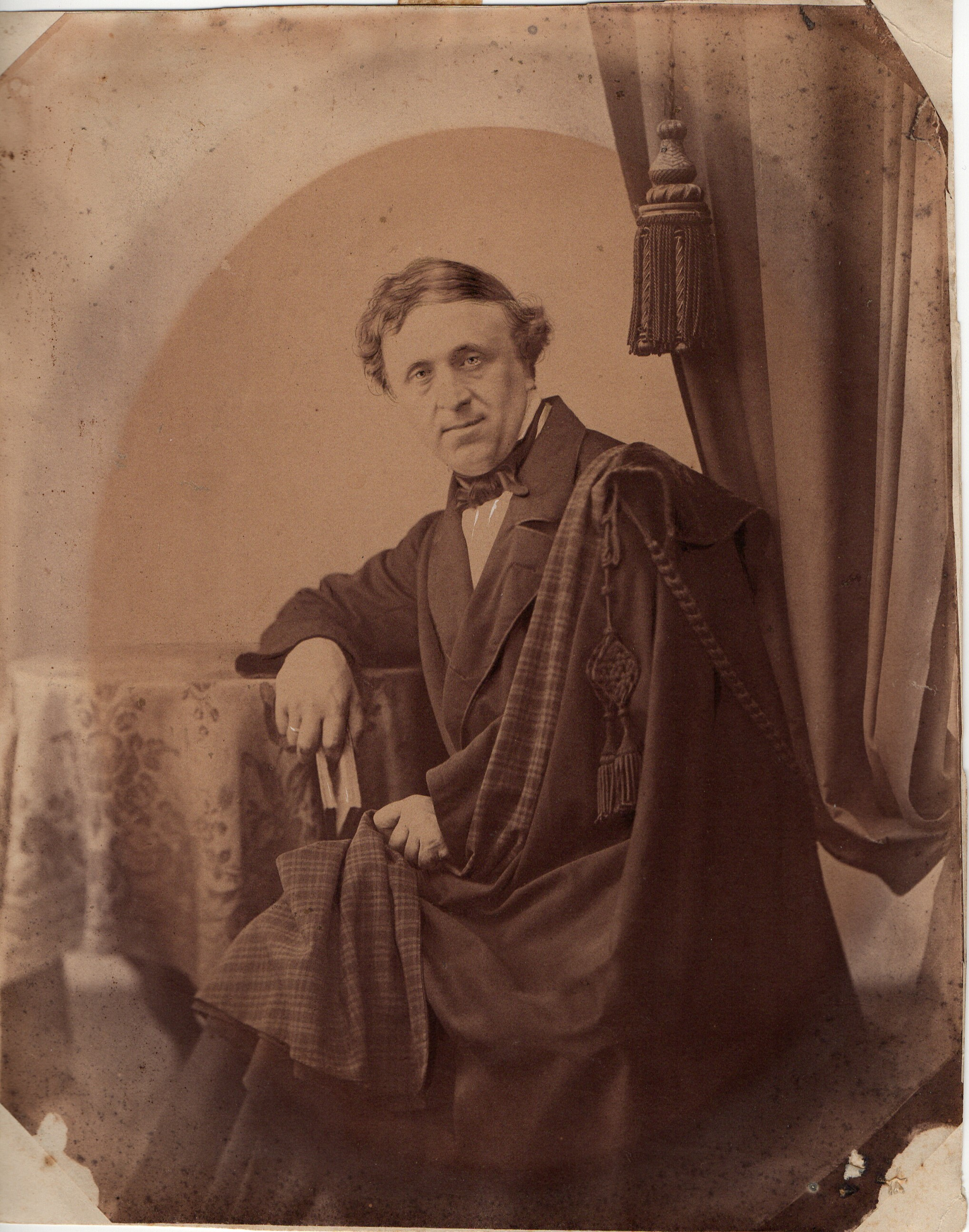
Joseph Hunold (um 1880)

Joseph Hunold (geboren 7. April 1817 in Birkungen bei Worbis im Königreich Preußen; gestorben 29. Januar 1913 in Heiligenstadt, Eichsfeld) war ein deutscher Maler und Zeichenlehrer.

## Leben und Werk
Joseph Hunold machte zunächst von 1834 bis 1840 eine Lehre als Porzellanmaler bei Philipp Petri in Göttingen. Er schrieb sich am 2. November 1842 für das Fach Malerei an der Königlichen Akademie der Bildenden Künste in München ein, wo er kurz darauf zudem dem Münchener Kunstvereins beitrat.
Von seinem Wohnsitz Heiligenstadt aus, wo er von 1851 bis 1903 als Zeichenlehrer am Gymnasium tätig war, schuf er Altarbilder für zahlreiche Kirchen insbesondere im Eichsfeld, aber auch eine Bekehrung des Paulus für „die Kapuzinerkapelle in Damaskus.“
1848 beschickte er die Ausstellung der Königlich Preußischen Akademie der Künste in Berlin mit seinem Gemälde „Jephta's Tochter“.

## Werke
- Küllstedt, Ölbergsgrotten, Kreuzwegbilder (verloren)[5]
- 1885: Altarbild Hl. Elisabeth, Röhrig, St. Elisabeth